# Filippus Fourie Pienaar
Filippus Fourie Pienaar OBE (* 1877; † 1948) war ein südafrikanischer Militär und Botschafter.

## Leben
Filippus Fourie Pienaar war Major im zweiten Burenkrieg und wurde ausgezeichnet. Von 1929 bis 23. Februar 1934 war er ständiger Vertreter der südafrikanischen Regierung beim Völkerbund und bei der ILO in Genf.
Vom 31. Januar 1934 bis Januar 1939 hatte er Exequatur als Generalkonsul in Lourenço Marques.
Vom 5. Januar 1939 bis zum 9. März 1946 war er Gesandter bei António de Oliveira Salazar in Lissabon.
| Vorgänger                           | Amt                                                                                  | Nachfolger           |
| ----------------------------------- | ------------------------------------------------------------------------------------ | -------------------- |
| —                                   | ständiger Vertreter der südafrikanischen Regierung beim Völkerbund in Genf 1929–1934 | Daniel Steyn         |
| Daniel Steyn                        | Generalkonsul in Lourenço Marques 1934–1939                                          | Eugene Kevin Scallan |
| William George Willoughby Parminter | südafrikanischer Botschafter in Lissabon 1939–1946                                   | Philip Rudolph Botha |